# Tukuma
Tukuma er en dansk spillefilm fra 1984 instrueret af Palle Kjærulff-Schmidt, der også havde skrevet filmens manuskript i samarbejde med Klaus Rifbjerg og Josef Tuusi Motzfeldt. Filmens producer er Nina Crone fra Crone Film.
Tukuma var et comeback for Palle Kjærulff-Schmidt som spillefilminstruktør, da han ikke havde instrueret biograffilm siden Tænk på et tal fra 1969. Med filmen genoptog Kjærulff-Schmidt også samarbejdet fra 1960'erne med Klaus Rifbjerg. Filmen gav debut til den grønlandske sanger Rasmus Lyberth.
Filmen havde landsdækkede premiere den 24. februar 1984.

## Handling
Drama om den unge dansker Erik der rejser til Grønland for at undersøge sin brors mystiske død. Erik er i personlig krise og har et selvmordsforsøg bag sig. Rejsen til Grønland bliver også en søgen efter egen identitet. Hos grønlænderne der kaldte hans afdøde bror "tukuma" dvs. "den der altid har travlt" finder han en helt anden livsmåde og helt andre værdier. Her leves livet i pagt med naturen.

## Modtagelse
Ifølge Det Danske Filminstitut imponerede "Tukuma"  med sine smukke billeder af den storslåede grønlandske natur, men historien fængslede ikke anmelderne, der kaldte filmen ret stillestående.
Filmen blev indstillet til en Oscar-nominering for Bedste fremmedsprogede film, men blev ikke nomineret.

## Medvirkende
- Thomas Eje, Erik
- Naja Rosing Olsen, Sørine
- Rasmus Lyberth, Rasmus
- Benedikte Schmidt, Elizabeth
- Rasmus Thygesen, Otto
- Agga Geisler, Anna
- Erik Holmey, Bruno
- Knud Løvstrøm
- Bøye Løvstrøm
- Roar Ørum
- Bo Nørreslet
- Isak Lothsen
- Bernhard Guldager
- Lisbeth Gissing Christiansen
- Peter Hendriksen
- Pavia Petersen
- Therkil Pjettursson
- Ruth Blüthmann
- Frederikke Jeremiassen
- Nikolaj Kristiansen
- Ivalu Nørreslet
- Preben Wilmarst